# Charles Townshend (kanclerz skarbu)
Charles Townshend (ur. 29 sierpnia 1725, zm. 4 września 1767) – brytyjski polityk związany z partią wigów.
Jego ojcem był Charles Townshend, 3. wicehrabia Townshend, a dziadkiem Charles Townshend, 2. wicehrabia Townshend.
Reprezentował w brytyjskim parlamencie okręg wyborczy Great Yarmouth w latach 1747–1756 (z którego w parlamencie zasiadał jego ojciec w latach 1722-1723). W 1754 roku został członkiem Rady Handlu (Board of Trade). Jego nieustępliwa polityka fiskalna wobec amerykańskich kolonistów w latach sześćdziesiątych XVIII wieku przyczyniła się do wybuchu wojny z nimi w 1775 roku.